# Chryse Planitia
Chryse Planitia (nom greco-llatí que significa Planícies d'or) és una suau planície circular a la regió equatorial nord del planeta Mart, propera a la regió de Tharsis. Posseeix un diàmetre de 1.600 km, amb la seva superfície enfonsada 2,5 km per sota de la superfície mitjana del planeta, per la qual cosa es considera un antic cràter d'impacte, ja que posseeix moltes característiques pròpies dels mars lunars, com a crestes sinuoses. La densitat dels cràters d'impacte en l'interval entre 100 i 2.000 m és propera a la meitat del valor mitjà en els mars lunars.

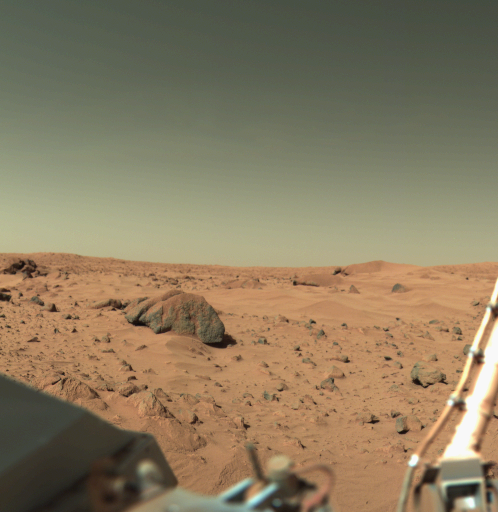
Imatge de Chryse Planitia presa per la sonda Viking 1 al lloc d'aterratge. Els científics de la missió van posar el nom de "Big Joe" (Gran Joe) a la roca que s'aprecia en la imatge.

Chryse Planitia mostra evidències d'erosió aquàtica en el passat, i és el fons final de molts canals procedents de les altures del sud, així com de Valles Marineris i dels flancs de la inflor de Tharsis. Hi ha teories que consideren la conca de Chryse com un gran llac o oceà durant el Hespèric o l'Amazònic primerenc, ja que tots els llargs canals que desemboquen en ell acaben en la mateixa altitud, en la qual algunes característiques de la superfície suggereixen la possible presència d'una antiga línia de costa. Chryse s'obre cap a la conca polar septentrional, de manera que si va existir un oceà en aquesta regió, Chryse hauria estat una gran badia.
La sonda Viking 1 va aterrar a Chryse Planitia, però el lloc on es va posar no s'hi trobava prop dels canals de sortida, ni tampoc es van trobar trets fluvials visibles. La sonda Mars Pathfinder va aterrar a Llauris Vallis, al final d'un dels canals de sortida que finalitzen en Chryse.